# Deutsche Alzheimer Gesellschaft
Die Deutsche Alzheimer Gesellschaft e. V. Selbsthilfe Demenz (DAlzG) und ihre Mitgliedsgesellschaften sind Selbsthilfeorganisationen, die die Situation von Menschen mit Demenz und ihren Familien verbessern wollen. Die Demenz vom Alzheimer-Typ ist die häufigste Form der mit zunehmendem Alter häufigeren Demenzerkrankungen. Der 1989 gegründete gemeinnützige Verein hat seinen Sitz in Berlin. 
Die Gesellschaft hat rund 15.000 Mitglieder in 130 angeschlossenen Organisationen (Stand Juli 2025).

## Organisation und Finanzierung
Die Gesellschaft hat einen interdisziplinär besetzten fachlichen Beirat sowie den Beirat „Leben mit Demenz“, der sich aus Menschen mit (beginnender) Demenz zusammensetzt. Zur Fachberatung existieren weiterhin mehrere ständige Arbeitsausschüsse. 
Die Deutsche Alzheimer Gesellschaft ist Dachverband der örtlichen Alzheimer-Gesellschaften und Landesverbände. International ist die Deutsche Alzheimer Gesellschaft Vollmitglied von Alzheimer Europe sowie Mitglied im Dachverband Alzheimer’s Disease International (ADI). Die Gesellschaft entsendet einen Vertreter in die European Working Group of People with Dementia, ein Beratungsgremium, dem ausschließlich Menschen mit Demenz angehören.
Die Deutsche Alzheimer Gesellschaft wird vornehmlich durch Mitgliedsbeiträge und Spenden finanziert. Sie erhält projektbezogene Unterstützung durch das Bundesministerium für Familie, Senioren, Frauen und Jugend und das Bundesministerium für Gesundheit sowie Zuwendungen aus der Selbsthilfeförderung der Krankenkassen.

## Veröffentlichungen, Kongresse, Forschungsförderung
Als Interessenvertretung der Menschen mit Demenz und ihrer Angehörigen nimmt die Deutsche Alzheimer Gesellschaft regelmäßig Stellung zu einschlägigen gesetzgeberischen Vorhaben und veröffentlicht eigene Forderungen. Neben Informationsbroschüren, Flyern und digitalen Informationsblättern gibt die DAlzG mit dem Alzheimer Info seit 1997 auch eine seit 2025 zweimal jährlich (vorher vierteljährlich) erscheinende Mitgliederzeitschrift heraus. Seit Mai 2021 ist sie Mitherausgeberin des Demenz-Podcast.
In mittlerweile zweijährigen Abständen findet ein Demenz-Kongress an wechselnden deutschen Orten statt. Darüber hinaus werden regelmäßig fachspezifische Tagungen durchgeführt.
Die Deutsche Alzheimer Gesellschaft hat aufgrund ihrer Satzung auch die Aufgabe der Unterstützung der wissenschaftlichen Forschung im Bereich Demenz. Sie vergibt alle zwei Jahre eine Forschungsförderung, mit der insbesondere Projekte der Versorgungsforschung unterstützt werden, deren Ergebnisse zur Verbesserung von Therapie und Versorgung von Menschen mit Demenz und ihren Angehörigen erkennbar beitragen können. Sie vergibt darüber hinaus im Auftrag der Förderstiftung Dierichs eine Förderung für die Grundlagenforschung.

## Hilfeangebote
Die Deutsche Alzheimer Gesellschaft bietet eine Vielzahl von Hilfsangeboten für Betroffene und deren Familien an, darunter das speziell entwickelte Schulungsprogramm Hilfe beim Helfen, das pflegende Angehörige kostenlos besuchen können. Seit Januar 2002 gibt es das bundesweite Alzheimer-Telefon, ein kostenloses Beratungsangebot für Menschen mit Demenz, Angehörige und alle Interessierten, das jährlich fünf- bis sechstausendmal angerufen wird. Beratung ist auch per E-Mail möglich.
Neben Informationen und Broschüren zu rechtlichen, praktischen und ethischen Fragen bietet der Verein auf seiner Homepage bundesweite Adressverzeichnisse von Anlaufstellen und Selbsthilfegruppen zum Thema Demenz sowie von Gedächtnisambulanzen an. Für Angehörige von Menschen mit Frontotemporaler Demenz werden bundesweite Treffen organisiert. Die Gründung lokaler Selbsthilfegruppen wird unterstützt.
Im Januar 2011 wurde das im Rahmen des Jugendwettbewerbs „Alzheimer and you“ entstandene Praxishandbuch für den Unterricht veröffentlicht. Es stellte eine praktische Handreichung für Lehrer und andere Pädagogen dar, die das Thema Demenz im Unterricht oder in Jugendgruppen aufgreifen und kreativ umsetzen wollen. 2020/21 wurde das Praxishandbuch überarbeitet und in eine digitale Form überführt.
Im September 2016 hat die DAlzG die Initiative „Demenz Partner“ ins Leben gerufen und sich damit der internationalen dementia-friends-Bewegung angeschlossen. Im Rahmen der Initiative bieten bundesweit verschiedene Organisationen und Institutionen Kurse an, die ein Basiswissen zu Demenzerkrankungen und dem Umgang mit Betroffenen vermitteln.

## Geschichte
Die Initiative zur am 2. Dezember 1989 in Bad Boll erfolgten Gründung ging von Hans Lauter, damals Chefarzt der Klinik für Psychiatrie an der TU München, und dem damaligen Vorsitzenden der Alzheimer Gesellschaft München Koch aus. Erste Vorsitzende war Eleonore von Rotenhan (1989–1993).
Weitere Vorsitzende: Horst Laade (1993–1997); Jens Bruder (1997–1998); Sabine Tschainer (1998–2001); Heike von Lützau-Hohlbein (2001–2015); Monika Kaus (2015–2024); Swen Staack (seit Nov. 2024)